# Zaltan
Zaltan ou Zelten (arabe : زلطن), est une ville du district de An Nouqat al Khams en Libye. Elle regroupe environ 17 700 habitants (2009) et est située sur la côte méditerranéenne à 145 km à l'ouest de la capitale Tripoli, et à 40 km à l'est du poste frontière tunisien de Ras Jedir.